# Saša Avramović
Saša Avramović (in serbo Саша Аврамовић?; Čačak, 16 gennaio 1993) è un ex cestista serbo.